# Salmon P. Chase
Salmon Portland Chase (13 de enero de 1808  - 7 de mayo de 1873) fue un político y jurista estadounidense, sexto Presidente de la Corte Suprema de los Estados Unidos de 1864 a 1873. Durante su carrera, Chase fue el 23.º de Gobernador de Ohio y Senador por Ohio EE. UU. antes de su servicio con Abraham Lincoln como el 25º Secretario del Tesoro.
Como Secretario del Tesoro, Chase fortaleció el gobierno federal, introdujo el primer papel moneda, así como un banco nacional, ambos en tiempos de guerra. Chase articuló la tesis de la  "conspiración de la potencia negrera", dedicando sus energías a la destrucción de lo que él consideraba la Potencia negrera -la conspiración de los esclavistas del Sur para tomar el control del gobierno federal y bloquear el progreso de la libertad. Él acuñó el lema del Partido del suelo libre, "Suelo libre, mano de obra libre, Hombres libres". Como Presidente del Tribunal Supremo presidió el juicio del Senado de Andrew Johnson durante el proceso de destitución del presidente en 1868.

## Primeros años y educación

Escudo de armas de Salmon P. Chase

Chase, nació en Cornish, New Hampshire, de Janet Ralston e Itamar Chase, que murió en 1817, cuando Salmón tenía nueve años. Su madre se quedó con diez niños y pocos recursos, y así salmón vivió desde 1820 hasta 1824 en Ohio con su tío obispo Philander Chase, una figura prominente en la Iglesia Protestante Episcopal en Occidente. El Senador Dudley Chase de Vermont era otro tío suyo.
Estudió en las escuelas comunes de Windsor, Vermont, y Worthington, Ohio, y en la Universidad de Cincinnati antes de entrar en el Dartmouth College. Fue miembro de la Fraternidad Alpha Delta Phi y de la Phi Beta Kappa, y se graduó por Dartmouth en 1826.  Durante su estancia en Dartmouth, fue profesor en la Academia de Royalton Royalton, Vermont. Chase, luego se trasladó al Distrito de Columbia, donde estudió derecho con el fiscal general William Wirt y continuó enseñando. Fue admitido en el colegio de abogados en 1829.

## Entrada en política
Chase, se trasladó a Cincinnati, Ohio, donde rápidamente se ganó una posición de prominencia en el colegio de abogados como abolicionista. Mantuvo una casa de campo cerca de Loveland. Publicó una edición anotada de las leyes de Ohio que fue considerado durante mucho tiempo como un modelo. La muerte de su primera esposa, Katherine Jane Garmiss, en 1835, poco después de su boda en marzo de 1834, provocó el despertar espiritual de Chase y su dedicación a causas tales como el abolicionismo. 
Él trabajó inicialmente con la Unión Americana de Escuela Dominical y comenzó la defensa de los esclavos fugitivos. En un momento en que la opinión pública en Cincinnati estaba dominada por las relaciones de negocios en el Sur, Chase, influenciado por los eventos locales, entre ellos el ataque a la prensa de James G. Birney durante los Disturbios de Cincinnati de 1836, se asoció con el movimiento antiesclavista. Chase, era también un miembro del club literario punto y coma; entre sus miembros se encontraban Harriet Beecher Stowe y Calvin Stowe. Chase, se convirtió en el líder de las reformas políticas,  con el movimiento abolicionista Garrisonian.  
Por su defensa de los esclavos fugitivos capturados en Ohio, bajo la Ley de Esclavos Fugitivos de 1793, Chase fue apodado el procurador de los esclavos fugados. Su argumento en el caso de Jones v. Van Zandt sobre la constitucionalidad de las leyes de esclavos fugitivos ante el Tribunal Supremo atrajo una atención especial. En este y otros casos, el tribunal falló en contra de él, y la condena de John Van Zandt fue confirmada. Chase, sostuvo que la esclavitud era local, no nacional, y que podría existir sólo en virtud de la ley del estado positivo. Sostenía que el gobierno federal no estaba facultado por la Constitución para crear la esclavitud en cualquier lugar y que cuando un esclavo deja la jurisdicción de un estado donde la esclavitud es legal, deja de ser un esclavo; él sigue siendo un hombre y deja atrás la ley que le hizo un esclavo.  
Elegido como Whig al Ayuntamiento de Cincinnati en 1840, Chase abandonó ese partido al año siguiente. Durante siete años fue el líder del Partido de la Libertad en Ohio. Él ayudó a equilibrar su idealismo con su enfoque pragmático y pensamiento político. Era hábil preparando plataformas y en la redacción de discursos, y preparó la plataforma de la Libertad nacional de 1843 y el discurso de la Libertad de 1845. La construcción del partido Libertad fue algo lento. En 1848 Chase era el líder del esfuerzo por combinar el partido de libertad con los barnburners o los demócratas de Van Buren de Nueva York para formar el Partido del suelo libre.

## Movimientos de Suelo Libre

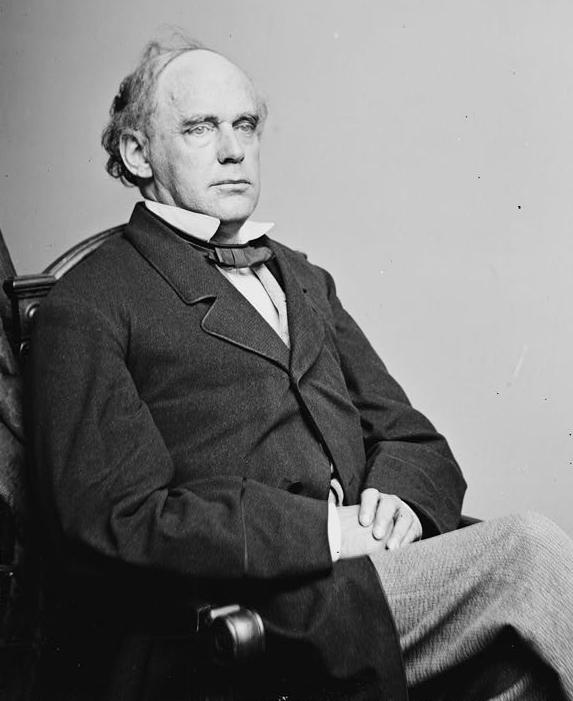
Chase como Secretario del Tesoro de los EE. UU.

Chase, redactó la plataforma de Suelo Libre y fue principalmente a través de su influencia que Van Buren fue candidato a la presidencia en 1848. En 1849, Chase fue elegido para el Senado por Ohio por el escaño de suelo libre. El objetivo de Chase, sin embargo, no era establecer una organización permanente en el nuevo partido, sino ejercer presión sobre los demócratas del norte para obligarlos a oponerse a la extensión de la esclavitud. 
Durante su servicio en el Senado (1849-1855), Chase fue un campeón de lucha contra la esclavitud. Argumentó contra el Compromiso de 1850 Después de la aprobación de la legislación de Kansas-Nebraska y la posterior violencia en Kansas, Chase no menoscabó en sus esfuerzos por influir en los demócratas.
Fue un líder en el movimiento para formar un nuevo partido que se opusiera a la expansión de la esclavitud. Trató de unir a los demócratas antiesclavistas con el Partido Whig menguante, lo que llevó a creación del Partido Republicano. "El Llamamiento de los Demócratas Independientes en el Congreso al Pueblo de los Estados Unidos", escrito por Chase y Giddings, y publicado en el New York Times el 24 de enero de 1854, puede ser considerado como el primer borrador del credo del partido republicano. 
En 1855 fue elegido gobernador de Ohio. Chase, fue el primer gobernador republicano de Ohio, sirviendo desde 1856 hasta 1860, donde apoyó los derechos de la mujer, la educación pública y la reforma penitenciaria. Chase, buscó la nominación republicana para Presidente en 1860. Con la excepción de William H. Seward, Chase fue el más prominente republicano en el país y había hecho más contra la esclavitud que ningún otro republicano. Sin embargo, se opuso a una "tarifa de protección", favorecido por la mayoría de los republicanos, y su testimonio de la colaboración con los demócratas molestó a muchos republicanos que eran ex Whigs. 
En la Convención Nacional Republicana de 1860, obtuvo 49 votos en la primera votación, pero tuvo poco apoyo fuera de Ohio. Abraham Lincoln ganó la nominación, y Chase lo apoyó. 
Chase, fue elegido como republicano al Senado en 1860. Sin embargo, tres días después de tomar su asiento, renunció para convertirse en Secretario del Tesoro bajo Lincoln. Era miembro de la Conferencia de la Paz, celebrada en Washington D. C., en un esfuerzo por evitar la guerra inminente.

## Secretario del Tesoro

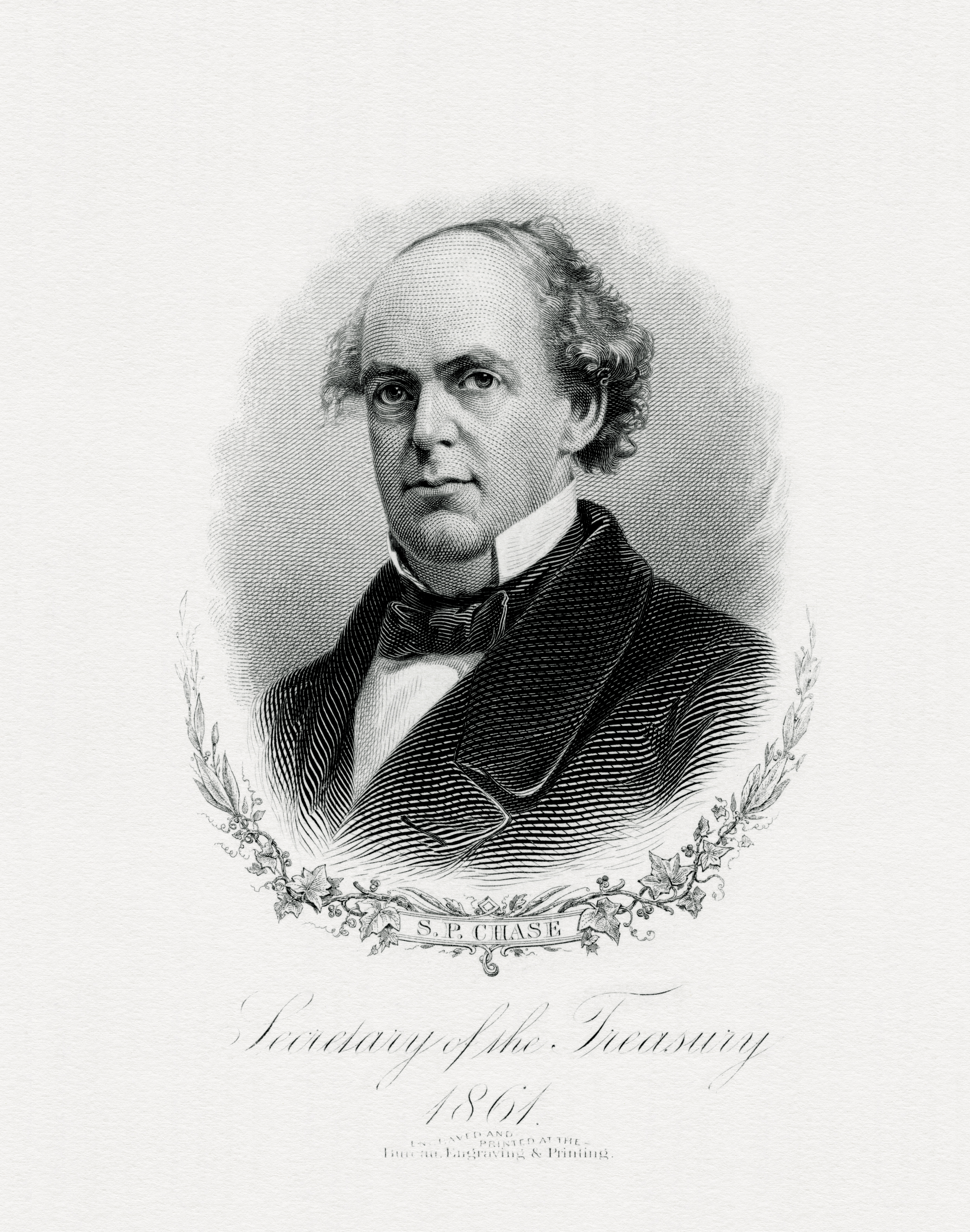
Oficina de Grabado e Impresión Retrato de Chase como Secretario del Tesoro.

Chase, se desempeñó como Secretario del Tesoro en el gabinete del Presidente Lincoln de 1861 a 1864, durante la Guerra Civil. En ese período de crisis, había dos grandes cambios en la política financiera estadounidense, el establecimiento de un sistema bancario nacional y la emisión de papel moneda. El primero fue una medida particular de Chase. Sugirió la idea, definió los principios importantes y muchos de los detalles, e indujo al Congreso a aprobarlos. No sólo aseguró un mercado inmediato de la deuda pública, sino que también proporcionó una moneda nacional permanente, uniforme y estable. Chase, se aseguró de que la Unión pudiese vender la deuda a pagar por el esfuerzo de guerra. Trabajó con Jay Cooke & Company para gestionar con éxito la venta de 500 millones de dólares en bonos de guerra del gobierno (conocidos como 5/20) en 1862.

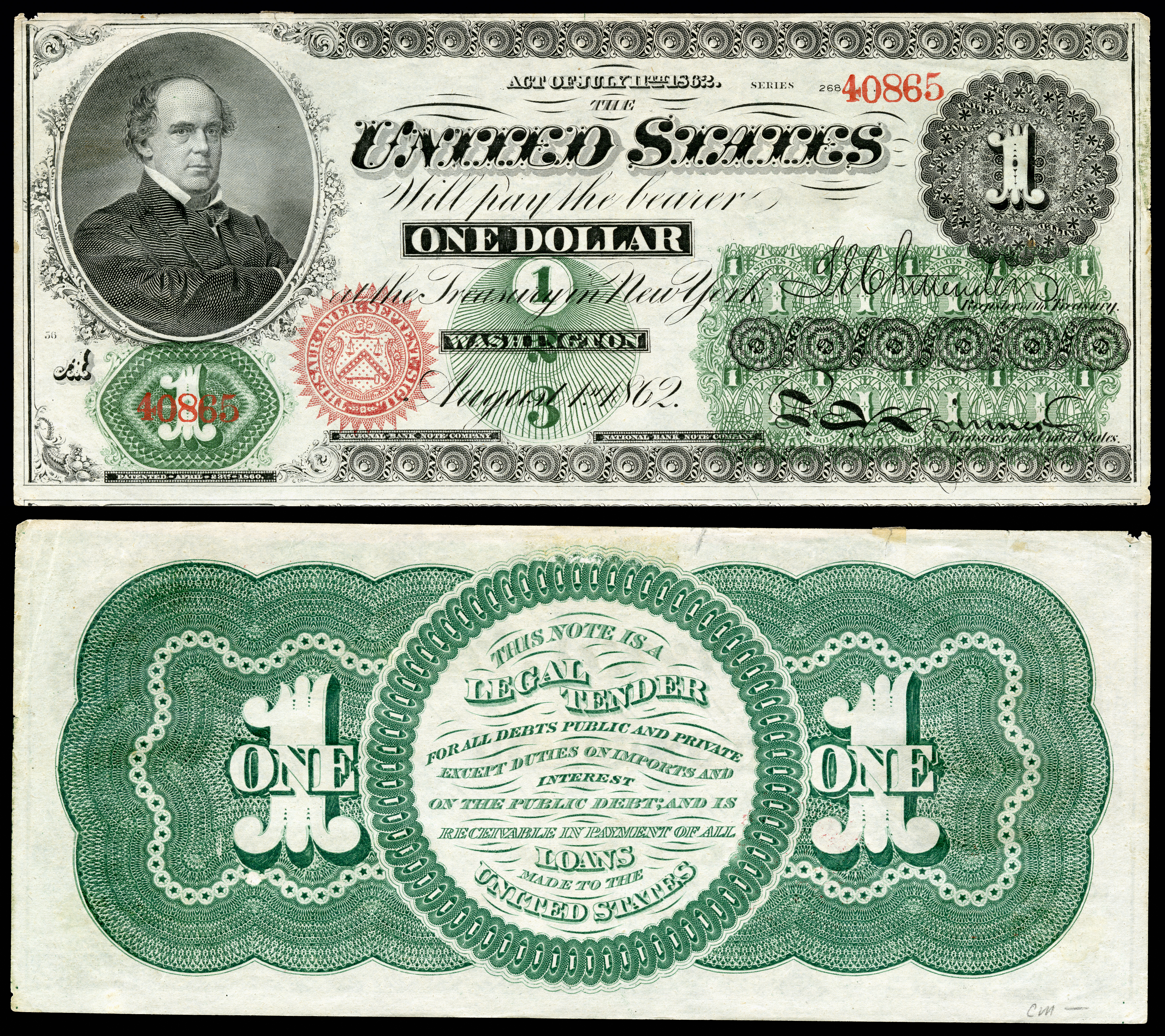
El primer billete emitido de 1 dólar en 1862 como moneda de curso legal, con la imagen de Chase

La primera divisa federal de EE. UU., el billete verde de la demanda de dinero, fue impreso de 1861 a 1862 durante el mandato de Chase como Secretario del Tesoro. Era responsabilidad de Chase diseñar los billetes. En un esfuerzo por continuar su carrera política, su rostro apareció en una selección de papel moneda, comenzando por el billete de 1 dólar para que la gente lo reconociese. 
El 10 de octubre de 1862, el Secretario de la Marina, Gideon Welles escribió que "un régimen de permisos, favores especiales, agentes del Tesoro y de gestión inadecuada" existía y que fue organizada por el secretario del Tesoro Chase para el General John A. Dix. El motivo de Chase parecía ser por la influencia política y no con fines de lucro. .
Quizás principal defecto de Chase era un deseo insaciable de poder. A lo largo de su mandato como Secretario del Tesoro, Chase explotó su posición para fortalecer el apoyo político para otra carrera a la Presidencia en 1864.  
También trató de presionar a Lincoln amenazando repetidamente su dimisión, que él sabía que implicaría dificultades a Lincoln con los republicanos radicales.
En honor a Chase por la introducción del sistema moderno de billetes bancario, fue representado en 10.000 billetes impresos desde 1928 hasta 1946. Chase, tuvo un papel decisivo en la colocación de la frase "En Dios confiamos" en las monedas de los Estados Unidos en 1864.

## Presidente del Tribunal Supremo de los Estados Unidos

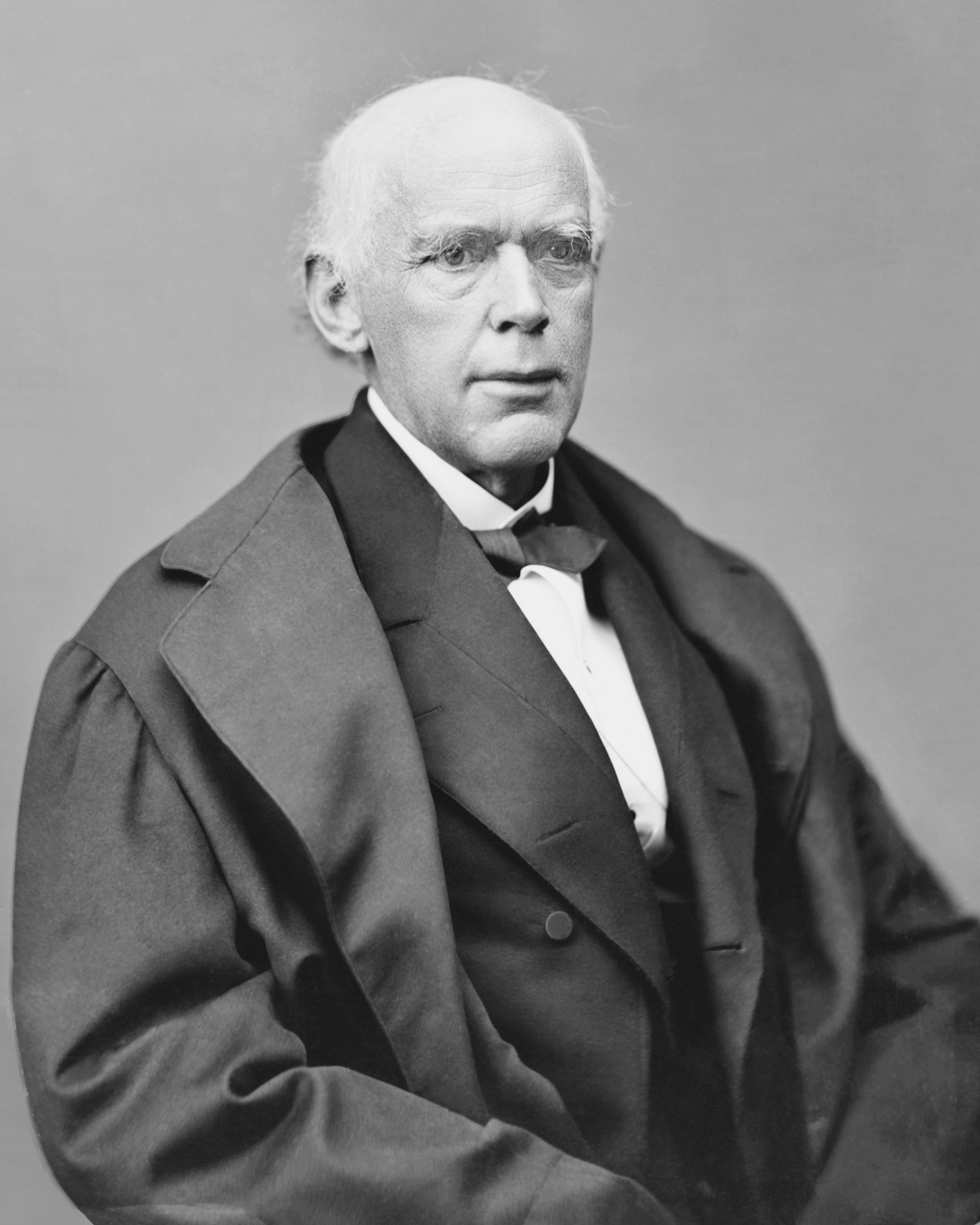
Chase como Presidente de la Corte Suprema.

En junio de 1864, Lincoln sorprendió a Chase, al aceptar su tercera dimisión. El Partido Republicano tenía en ese momento ya nominado Lincoln como su candidato presidencial y el Tesoro estaba consolidado, por lo que a Lincoln ya no le era necesario mantener a Chase en el armario para evitar un desafío para la nominación presidencial.
Pero para aplacar el ala radical del partido, Lincoln nominó a Chase como un potencial candidato a la Corte Suprema. Cuando presidente del Tribunal Supremo Roger B. Taney murió en octubre de 1864, Lincoln nombró Chase para reemplazarlo. Lincoln emitió la nominación el 6 de diciembre de 1864. Chase, fue confirmado por el Senado ese mismo día, e inmediatamente recibió su comisión, y ocupó el cargo a partir de 1864 hasta su muerte en 1873. Chase fue un cambio completo al proesclavista Taney; uno de los primeros actos de Chase como presidente del Tribunal Supremo fue admitir a John Rock como el primer abogado afroamericano a defender casos ante el Tribunal Supremo.

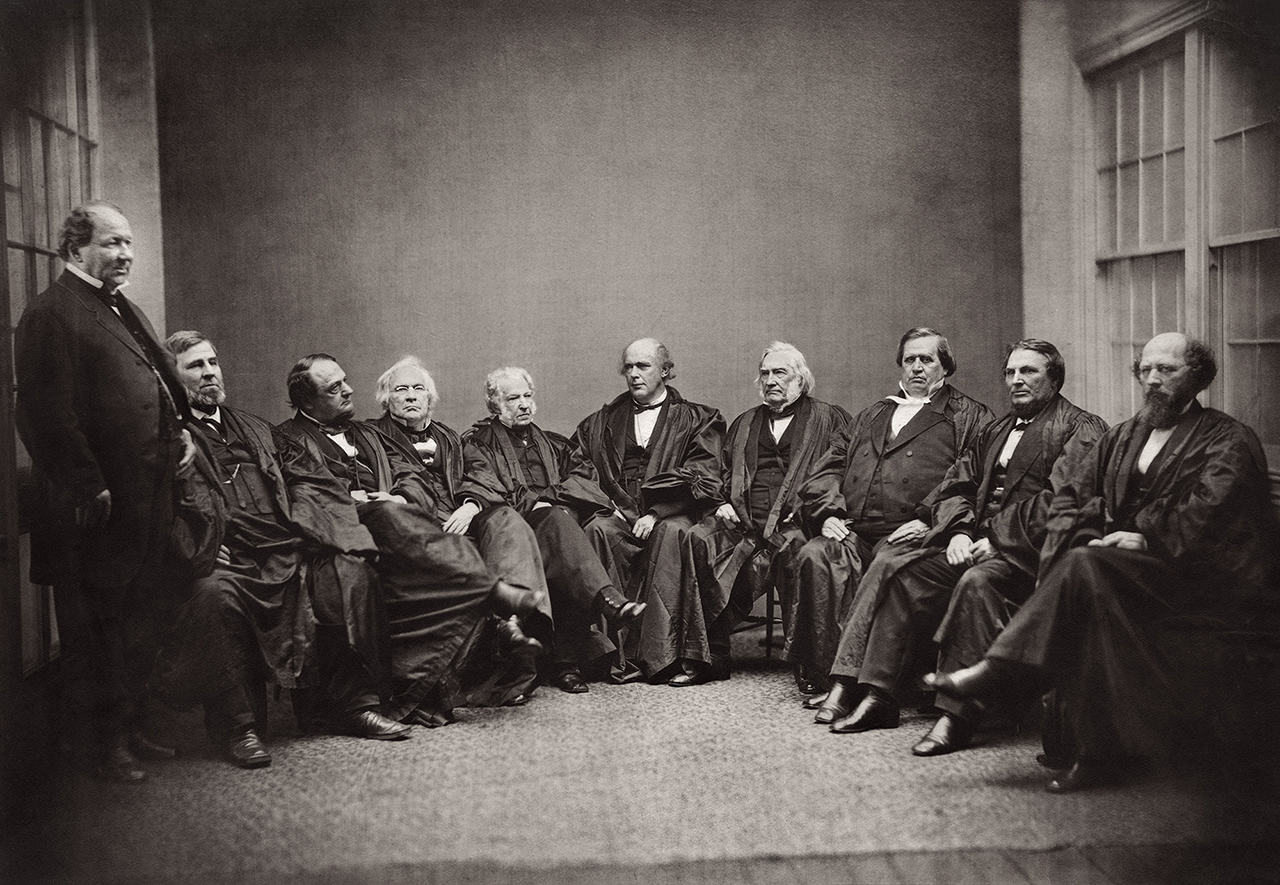
Tribunal de Chase, 1866

Entre sus decisiones más importantes, durante su estancia en el tribunal fueron:
- Caso Texas contra White  (74 U.S. 700), 1869, en el que afirmaba que la Constitución preveía una unión permanente, compuesta de estados indestructibles, al tiempo que permitía alguna posibilidad de divisibilidad "a través de la revolución, o por medio del consentimiento de los Estados"[15][16]

- Caso Veazie Banks contra Fenno (75 U.S 533) de 1869, la defensa de la legislación bancaria de la Guerra Civil que imponía un impuesto del 10% sobre los billetes estatales.; y

- Caso Hepburn contra Griswold (75 U.S. 603) de 1870, que declaró que ciertas partes de la moneda de curso legal como inconstitucional. Cuando la decisión de curso legal se invirtió tras el nombramiento de nuevos jueces, en 1871 y 1872 (Casos de curso legal, 79 U.S. 457), Chase preparó una opinión particular muy hábil.

Como Presidente del Tribunal Supremo, Chase también presidió el juicio de la destitución del Presidente Andrew Johnson en 1868.
Poco a poco se desvió hacia su antigua alianza Democrática, e hizo un esfuerzo infructuoso para asegurar la nominación demócrata a la presidencia en 1868. Él "fue pasado por alto debido a su postura a favor de los derechos de voto de los negros". En 1871, El Nuevo Inicio de la política demócrata de Ohio de Clement Vallandigham fue respaldada por el Chase. Ayudó a fundar el Partido Republicano Liberal en 1872, buscando sin éxito su candidatura presidencial. Chase fue también masón, activo en las logias de la sociedad del Medio Oeste. Colaboró con John Purdue, el fundador del Banco Lafayette y la Universidad Purdue. Con el tiempo, JP Morgan Chase & Co. comprarían la Purdue Corporación Nacional de Lafayette, Indiana en 1984.
Ya en 1868 Chase, llegó a la conclusión de que:

El Congreso tenía razón en no limitar, por sus actos de reconstrucción, el derecho de sufragio a los blancos; pero mal en la exclusión del sufragio de ciertas clases de ciudadanos y todos incapaces de tomar en retrospectiva su juramento prescrito, y el mal también en el establecimiento de gobiernos militares despóticos de los Estados y en la autorización de las comisiones militares para juzgar a civiles en tiempo de paz. No debería haber habido tan poco como fuese posible un gobierno militar; sin comisiones militares; no hay clases excluidas del sufragio; y sin juramento, excepto uno de fiel obediencia y apoyo a la Constitución y las leyes, y de la sincera adhesión al Gobierno constitucional de los Estados Unidos.

## Muerte y legado

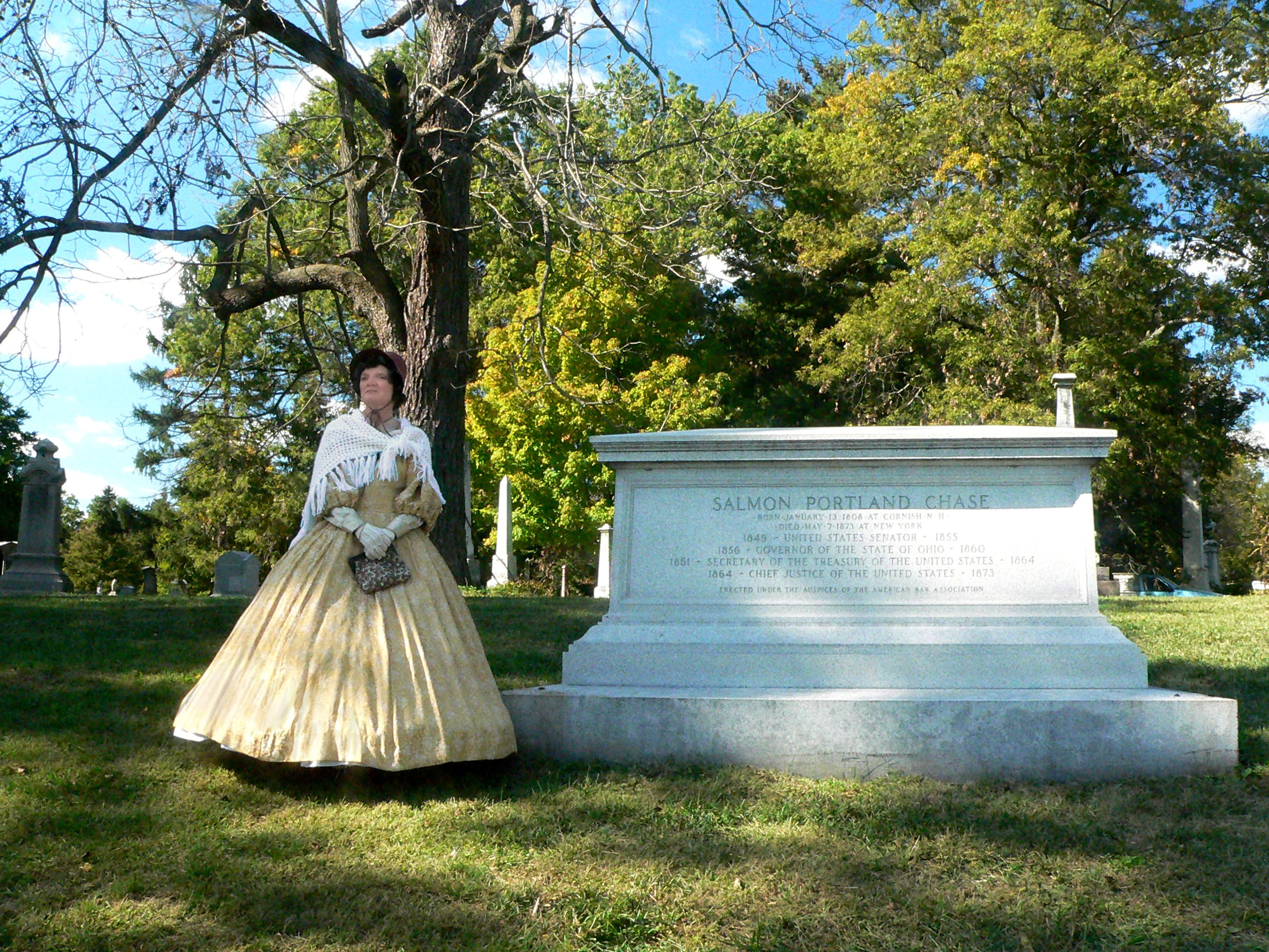
Tumba de Salmon Chase en Spring Grove Cemetery. Docente vestida recreando los tiempos del difunto.

Chase murió en la ciudad de Nueva York en 1873. Sus restos fueron enterrados primero en el cementerio de Oak Hill en Washington D. C., y re-enterrado en octubre de 1886 en el cementerio de Spring Grove, Cincinnati, Ohio. Chase había sido un miembro activo de la Catedral Episcopal St. Paul, de Cincinnati. El lugar de nacimiento de Chase en New Hampshire fue declarado Monumento Histórico Nacional en 1975.  
Después de la muerte de Chase en 1873, el Tribunal Supremo estableció una tradición en la que un sillón de Juez en la parte delantera del banco en la que el Juez se sentó serán cubiertas con crepé de lana negro y un crespón negro también se colgaría sobre la entrada del Tribunal.
El Chase National Bank, un predecesor del Chase Manhattan Bank, que es ahora JPMorgan Chase, fue nombrado en su honor, aunque no tenía ninguna afiliación financiera con ella. 
En mayo de 1865, Chase fue elegido como compañero de tercera clase de la Orden Militar de la Legión Leal de los Estados Unidos (MOLLUS por sus siglas en inglés). MOLLUS era una organización de oficiales de la Unión que habían servido en la guerra civil que permitieron a civiles distinguidos que habían apoyado la causa de la Unión a unirse como compañeros de tercera clase como. Chase, fue uno de los primeros en recibir este honor y se le asignó el número de insignia MOLLUS 46. 

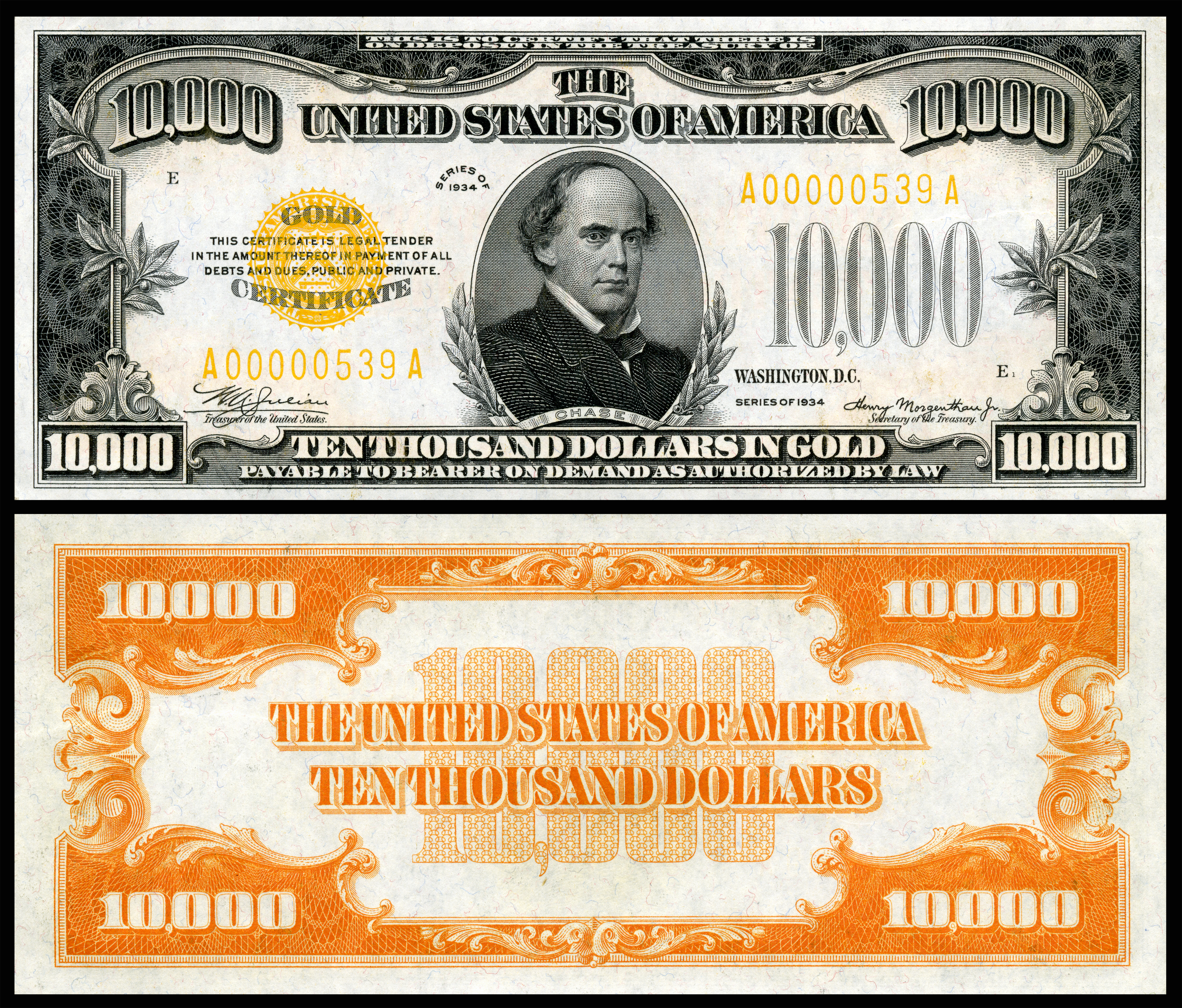
La imagen de Chase en el billete de 10,000 dólares de 1934 Certificado de Oro.

La imagen de Chase aparece en un billete de 10,000 dólares de los Estados Unidos, el billete más grande de EE. UU. en circulación. El billete fue impreso en 1945. En 1969, la Reserva Federal comenzó a retirar los billetes de grandes cantidades de la circulación y sólo 336 billetes de 10.000 dólares no han sido devueltos para su destrucción.
El Condado de Chase, Kansas y Chase City, Virginia se nombraron en su honor. “Chasevilles” en Florida, Massachusetts, Carolina del Norte (que sólo duró desde 1868 a 1871), Nueva York, Ohio y Tennessee, también fueron nombrados por él. Camp Chase en Columbus, Ohio y Chase Hall, los principales cuarteles y dormitorio en la Academia de la Guardia Costera de los Estados Unidos, se nombraron en honor a su servicio como Secretario del Tesoro, y la fragata Chase (WHEC 718) se nombró por él, así como la Chase Hall de la Escuela de Negocios de Harvard y la Facultad de Derecho Salmon P. Chase de la Universidad del Norte de Kentucky.